# Elaphoglossum coriaceum
Elaphoglossum coriaceum là một loài dương xỉ trong họ Dryopteridaceae. Loài này được Bonap. mô tả khoa học đầu tiên năm 1915.